# Carga elementar
A carga elementar é aquela carga elétrica transportada por um único próton ou, de maneira equivalente em módulo, por um único elétron. Ela é exatamente 1,602 176 634 × 10-19 C e, convencionalmente se utiliza as letras e ou qe para denotá-la.  Ela é uma constante física fundamental, expressa no Sistema Internacional (S.I.) por Coloumb, que entrou em rigor em 20 de maio de 2019 pelo sistema métrico internacional moderno de medição, pois, durante muito tempo, a preocupação dos cientistas era redefinir as unidades inteiramente em constantes físicas, removendo qualquer dependência de objetos físicos, como foi o caso do Protótipo Internacional do Quilograma (IPK - International Prototype of the Kilogram).

## Histórico
Ao fim do século XIX, a maioria dos físicos acreditavam que o átomo era indivisível e maciço, devido às contribuições do químico inglês John Dalton, apesar dos estudos sobre radioatividade começarem a gerar dúvida para alguns profissionais do ramo.  Em paralelo, geralmente se acreditava que a carga elétrica, como massa, era divisível infinitamente. A relação entre eletricidade e matéria seria explicada por alguns cientistas ainda no final desse século. Para eles, fez-se necessário haver uma unidade fundamental de eletricidade, então, em 1891, George Stoney introduz o termo elétron para descrever a menor unidade de carga negativa.
Seis anos mais tarde, o físico inglês J. J. Thomson começa a realizar uma série de experimentos com raios catódicos, concluindo que aqueles raios consistiam em uma corrente de partículas pequenas e elétricas, carregadas negativamente. O cientista, então, pode medir a relação massa / carga do elétron e comparou os resultados com outros experimentos como o de Pieter Zeeman, que havia estimado uma razão para carga / massa daquilo que transportava corrente elétrica nos átomos e os resultados foram bem similares. Rapidamente a universalização dessa partícula totalmente nova para a época foi comprovada.
Em 1909, Robert Millikan conseguiu medir a carga do elétron de maneira independente, com o famoso experimento chamado "experimento da gota de óleo". Por ser a primeira tentativa científica bem-sucedida de realizar a detecção e medição da carga de uma partícula subatômica (e pelos seus trabalhos sobre o efeito fotoelétrico), o físico estadunidense  ganhou o Prêmio Nobel em 1923.

#### Experimento da gota de óleo

Esquema simplificado do experimento da gota de óleo de Robert Millilkan

O experimento da gota de óleo conduzido por Millikan e Harvey Fletcher segue, resumidamente, o seguinte esquema: Os pesquisadores suspenderam gotículas de óleo carregadas entre dois eletrodos de metal, gerando um equilíbrio entre a força gravitacional que agia sobre as gotas e o campo elétrico criado com os eletrodos, assim, a somatória dessas forças envolvidas seria nula e, teríamos:
{\displaystyle m\times g=q\times E}
Onde,
m: massa de uma gota; g: aceleração da gravidade; E: campo elétrico aplicado; q: carga na gota.
A densidade ({\displaystyle \rho }) do óleo era bem conhecida, então, a massa poderia ser determinada apenas sabendo o raio ({\displaystyle r}) daquelas gotículas, aplicando a fórmula do volume de uma esfera:
{\displaystyle \left({\frac {4\pi \ r^{3}}{3}}\right)\times \rho \times g=q\times E}
Assim, como o campo elétrico era controlado por eles, a gravidade é uma constante conhecida e os valores de massa foram obtidos, seria possível determinar o valor da carga q. Ao repetir inúmeras vezes o experimento, Millikan e Fletcher observaram que as cargas obtidas eram múltiplas de um valor fundamental. Nos seus cálculos, o valor era 1,5924 × 10 −19 Coulombs (C), variando apenas entre 1% do valor aceito atualmente.

## Quantização da carga
Quando dizemos que a carga é "elementar", significa que estamos tratando de uma unidade indivisível de carga. Isso vai de encontro com o princípio de quantização da carga, de que qualquer objeto é múltiplo inteiro da carga elementar. Assim, os valores de carga de um objeto podem ser, por exemplo, 2e, -1e, 0e, ou seja, n.e, ∀ n ∈ ℤ. Porém há exceções, dependendo de como o "objeto" de análise é definido, veja a seguir.

### Cargas menores que a carga elementar
Atualmente, conhecemos dois tipos de exceções a indivisibilidade da carga elementar: quarks e quasipartículas.
- Quarks: São partículas de carga elétrica fracionada, quantizadas em (+ 2/3)e para alguns tipos e (- 1/3)e para outros. Porém, essas partículas nunca foram identificadas em sua forma livre, são sempre confinadas em hádrons. Ademais, as únicas possíveis combinações de quarks e antiquarks observadas são tais que, a partícula resultante é sempre um múltiplo inteiro de carga elementar (e).[8]
- Quasipartículas: Como o próprio nome diz, elas são quase-partículas, definidas em física, como um distúrbio em um meio, mas que podem se comportar como uma partícula, tendo tamanho, energia, momento e sofrerem colisões.[9] Pelo fato de não serem propriamente partículas elementares, elas não são consideradas uma violação do princípio da quantização de carga.

### Quantum de carga
O quantum é definido como o menor valor possível de certas grandezas físicas. Ao olhar para as partículas elementares, nos deparamos com cargas elétricas de (± 1/3e, ± 2/3e), assim, por definição, o "quantum de carga" seria (1/3)e. Logo, a "carga elementar" seria três vezes maior que o "quantum de carga".
Por outra perspectiva, todas as partículas que podem ser isoladas são múltiplos inteiros de e, pois como já foi dito acima, os quarks não existem como partículas livres, podendo, apenas, estarem em conjuntos, como no caso do próton, onde temos dois quarks up (carga +2/3) e um quark down (carga -1/3). Por esse motivo, é plausível dizer que o "quantum de carga" é simplesmente e, desde que os quarks não sejam incluídos. Nesse caso, "carga elementar" e "quantum de carga" seriam sinônimos.

## Leitura complementar
- Princípios de Física, 5a Ed., Raymond A. Serway, John W. Jewett Jr., 2014